# 浙江两级师范学堂
浙江官立两级师范学堂是中国最早的六大高等师范学校之一，校址位于杭州贡院（即今杭州高级中学贡院校区）。该校前身为养正书塾的优、初两级师范，1908年拆分设立浙江官立两级师范学堂，1913年改名为浙江省立第一师范学校，旋即又归并为浙江省立第一中学师范部。1931年6月，改名为浙江省立杭州师范学校。抗战期间，内迁丽水，先后被命名为浙江省临时联合中学师范部、浙江省临时联合师范学校。1946年1月迁回杭州，重新命名为浙江省立杭州师范学校。1951年，改名为浙江省杭州师范学校。1958年10月，升格为杭州师范学院。1962年，与浙江教育学院、浙江体育学院合并为浙江师范学院，后改为浙江师范大学。1978年，浙江师范学院杭州分校升格为杭州师范学院，后改为杭州师范大学。因此浙江两级师范学堂被视为浙江师范大学和杭州师范大学之前身。